# Dokhar Püntsog Rabgye
Dokhar Püntsog Rabgye, tibétain : མདོ་མཁར་ཕུན་ཚོགས་རབ་རྒྱས།, Wylie : mdo mkhar phun tshogs rab rgyas aussi appelé Ragashar, 1903 - 13 mars 1957) est un homme politique tibétain. Il est Kalön du Kashag de 1949 à 1957.

## Biographie

### Famille

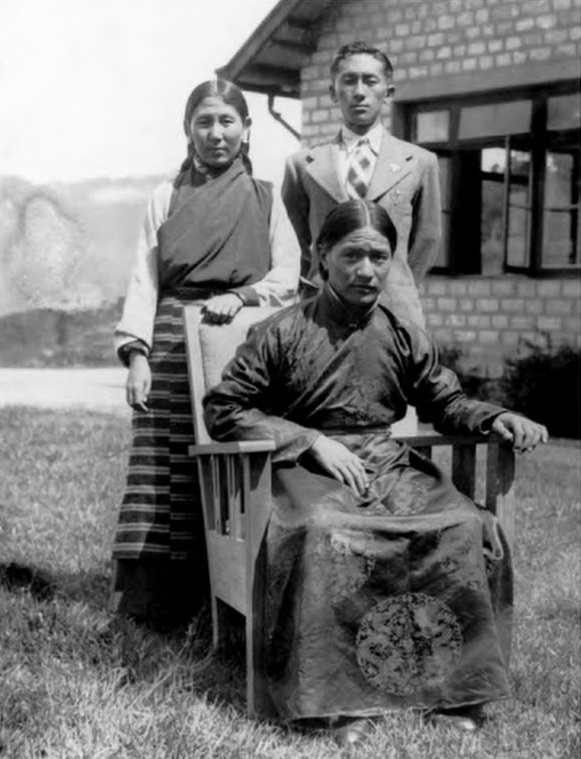
Dudjom Rinpoché avec le prince Paljor Namgyal et la maharani Kunzang Dechen Tshomo Namgyal.

Il est le fils de Rakashar Depon Tenzing Namgyal,, (1886-1935). 
Künsang Dechen (1904-1987), épouse de Tashi Namgyal, est sa sœur.  
Il est marié à l'une des filles de Raja Taring.
Yangchen Dolkar Tsarong est sa fille. Namgyal Lhamo Taklha et Drikung Chetsang Rinpoché sont ses petits enfants. 
A l'été 1942, Dokhar Püntsog Rabgye rend visite quelques mois au Sikkim à sa sœur la maharani Kunzang Dechen. En 1953, elle lui rend visite à Lhassa avec sa fille Trinle wangmo (’Phrin las dbang mo).

### Biographie
Rakashar entre en fonction en 1921. Il devient Kadron fin 1923. Il est Kadron de 1928 à 1932 et devient Tshona Zongpon en 1933, Sherpon en 1937, Dazak et Depon en 1938. En septembre 1940, il est nommé commandant en chef. En 1949, il est nommé Kalon. Le 10 février 1952, il devint à la fois le 2e commandant adjoint de la région militaire du Tibet et lieutenant général chinois, chargé d'intégrer les unités tibétaines dans l'armée chinoise. Il est membre du Comité préparatoire à l'établissement de la région autonome du Tibet. 
Ragashar, alors ministre du gouvernement tibétain, accompagne le 14e dalaï-lama en Inde en 1956. Il est opposé au retour du dalaï-lama au Tibet et présente pour lui des propositions pour négocier avec le gouvernement chinois à Chou En-Lai. Malgré l'opposition de Ragashar, le dalaï-lama décide de rentrer au Tibet en 1957. Un banquet est donné à Shigatsé auquel Ragashar prend part. Il meurt le lendemain. Pour la Chine, il est mort d'un accident vasculaire, et les médias évoquent une crise cardiaque. Pour les Tibétains, il est mort empoisonné, une forme d'avertissement au dalaï-lama.